# Kōichi Sekimoto
Kōichi Sekimoto (japanisch 関本 恒一 Sekimoto Kōichi; * 23. Mai 1978 in der Präfektur Osaka; † 23. Januar 2016 in der Präfektur Osaka) war ein japanischer Fußballspieler.

## Karriere
Sekimoto erlernte das Fußballspielen in der Schulmannschaft der Yokkaichi Chuo Technical High School. Seinen ersten Vertrag unterschrieb er 1997 bei den Sagan Tosu. Der Verein spielte in der zweithöchsten Liga des Landes, der Japan Football League. Für den Verein absolvierte er 89 Spiele. Ende 2002 beendete er seine Karriere als Fußballspieler. Danach spielte er bei den FC Iseshima (2013–2014).